# Partido de Navarro
Partido de Navarro är en kommun i Argentina.   Den ligger i provinsen Buenos Aires, i den centrala delen av landet, 110 km väster om huvudstaden Buenos Aires. Antalet invånare är 15 797.
Trakten runt Partido de Navarro består till största delen av jordbruksmark. Runt Partido de Navarro är det glesbefolkat, med 10 invånare per kvadratkilometer.